# Берк, Томас (писатель)
Томас Берк (англ. Thomas Burke; 29 ноября 1886 — 22 сентября 1945 года) — британский писатель, поэт и редактор.
Первым произведением Берка, получившим признание публики, стал сборник рассказов «Ночи Лаймхауса» (1916), посвящённый лондонскому району бедняков Лаймхаус. Во многих произведениях Берка в роли рассказчика выступает китаец Квонг Ли.
В 1919 году американский кинорежиссёр Дэвид Уорк Гриффит использовал рассказ из сборника, «Китаец и девочка», в качестве основы для сценария фильма «Сломанные побеги».

## Биография
Сидней Томас Берк родился 29 ноября 1886 года в Клэпам-Джанкшен, узловой станции к юго-востоку от Лондона. Отец Берка, для которого это был второй, поздний, брак, умер вскоре после рождения мальчика в возрасте 62 лет. В итоге Берк был передан на попечение своему дяде в Попларе. В возрасте десяти лет он был устроен в интернат для мальчиков среднего класса, которые «имели уважаемое происхождение, но остались без адекватных средств». Когда Берку исполнилось шестнадцать лет, он начал работать в качестве посыльного, при этом испытывая глубокую ненависть к своему занятию. В 1901 году Берк опубликовал в журнале Spare Moments своё первое профессиональное произведение: рассказ «Бриллианты Беллами». В 1910—1913 года он также редактировал сборники детских стихов.

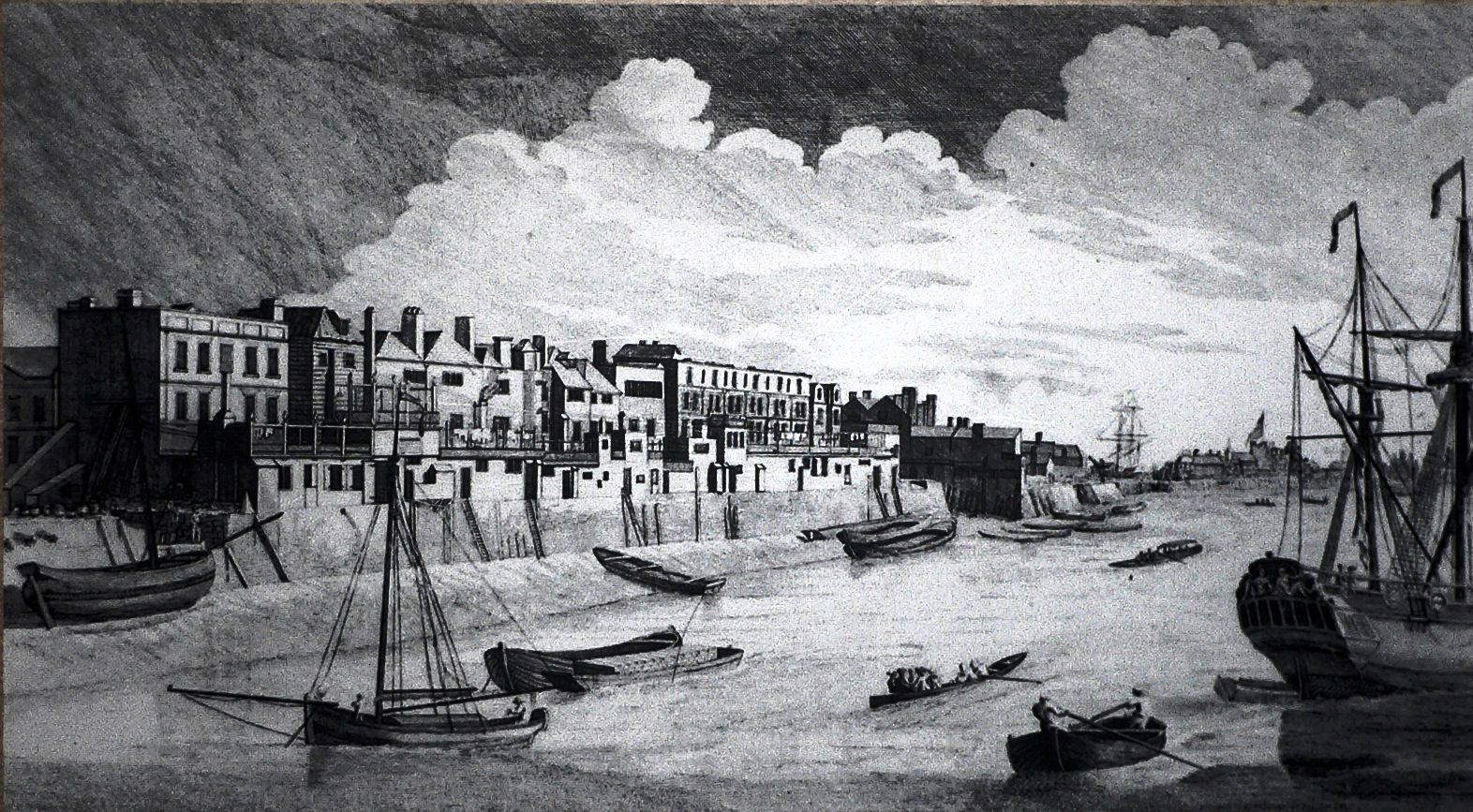
Вид на набережную в Лаймхаусе (Джон Бойделл, 1751)

В 1915 году Берк опубликовал документальную книгу Nights in Town: A London Autobiography, в которой приводилось описание ночной жизни рабочего класса Лондона. В сборник, кроме прочего, вошло эссе, «Китайская ночь, Лаймхаус». Однако популярность как автор Берк получил только после выхода в 1916 году сборника «Ночи Лаймхауса». Эта коллекция мелодраматических рассказов о жизни китайских эмигрантов была опубликована в трёх британских изданиях: The English Review, Colour и The New Witness — и привлекло внимание литературных критиков. «Ночи Лаймхауса» создали Берку репутацию «лауреата лондонского Чайна-тауна». Рассказы Берка также оказали влияние на популярные формы развлечений, в том числе на зарождающуюся киноиндустрию. Известный кинорежиссёр начала XX века Дэвид Уорк Гриффит использовал рассказ «Китаец и девочка», опубликованный в сборнике «Ночи Лаймхауса», в качестве основы для известного произведения немого кино «Сломанные побеги» (1919).
В последующих произведениях Берк продолжил разрабатывать тему жизни в Лондоне. Свет увидели такие эссе как «Настоящий Ист-Энд» и «Лондон моего времени». Постепенное расширение тематики проявилось в таких произведениях, как вышедший в 1926 году роман The Sun in Splendor.
Берк скончался в Блумсбери 22 сентября 1945 года.

## Биографические неточности
Создание точной биографии Томаса Берка осложняется вымышленными сведениями, касающимися ранних лет жизни Берка, которые широко распространились в годы его жизни. Главным источником фальсификация являлся сам Берк, выдававшим свои произведения за автобиографические, чтобы подчеркнуть глубокие знания жизни низших классов. Как отмечает литературный критик Энн Уитчард, большая часть того, что мы знаем о жизни Берка, базируется на работах, которые «претендуют на автобиографичность, [но] тем не менее содержат в себе гораздо больше вымысла, чем правды». Например, хотя Томас Берк родился и вырос в пригороде, он в своей автобиографической повести The Wind and the Rain: A Book of Confessions (1924) утверждает, что родился и вырос в Ист-Энде, рабочем районе Лондона. Кроме того, в этом произведении он заявляет, что, будучи сиротой, подружился с лавочником-китайцем по имени Квонг Ли, от которого узнал о жизни китайских эмигрантов в Лондоне. Берк также рассказывал газетным журналистам, что «сидел у ног китайских философов, которые держали курильни опиума, чтобы узнать из уст, способных говорить только на ломаном английском, тайны загадочного Востока и истину о добре и зле».
Эти романтизированные истории Берка о своей молодости часто принимаются нынешними литературными критиками и в основном не оспаривались его современниками. Хотя Берк в поздних работах, включая книгу Son of London, более точно описывает свою юность в пригороде, большинство его мемуаров свидетельствуют о якобы глубоком знании жизни низших классов. Эти фальшивые автобиографии позволили Берку укрепить репутацию эксперта по китайскому Лондону и успешно рекламировать свои художественные произведения, посвящённые Лаймхаусу. Как отмечает Уитчард, Берк через свои произведения позиционировал себя в качестве «пророка» в «оккультном процессе» представления «иных» лондонских субкультур.

## Критика

### Читатели
Несмотря на длинную библиографию, для публики Берк во многом остаётся автором «Ночей Лаймхауса», его второго сборника лондонских рассказов. Опубликованные в 1917 году, смелые истории о лондонском Чайна-тауне немедленно стали объектом полемики. Изначально книга была запрещена в библиотеках, и не только по признаку общей безнравственности, но и из-за скандальных межрасовых отношений между китайскими мужчинами и белыми женщинами. «Ночи Лаймхауса», действие которых происходит во время Первой мировой войны в катящейся к закату Британской империи, обострили давно появившиеся страхи. Как отмечает критик Энн Уитчард, Британия времён Берка пропагандировала идею «жёлтой угрозы», согласно которой присутствие китайцев в Лондоне являлось причиной «гниения метрополии и имперского и расового упадка». В немалой степени благодаря Берку и его современнику, Саксу Ромеру, ранее в значительной степени незамеченная китайская иммиграция теперь оказалась под пристальным вниманием общественности. Кульминацией этого негативного подхода стала истерика конца 1920-х годов, связанная с обвинением китайцев в гипнозе белых девочек. В Америке, благодаря фильму Дэвида Уорка Гриффита, Берка приняли намного более позитивно. Тесная связь литературы Берка с Лаймхаусом, в итоге, по иронии судьбы, стало причиной потери популярности, которая пошла на убыль вместе со снижением концентрации китайцев в районе, а к настоящему времени сделавшая его практически забытым.

### Критики
Профессиональные критики Берка также, как и публика, в основном, сконцентрировали внимание на «Ночах Лаймхауса». Общее мнение о сборнике оказалось положительным, в том числе Берк удостоился похвалы от таких известных авторов, как Герберт Уэллс и Арнольд Беннет. И даже отрицательные отзывы признают значимость работы Берка. Например, критик Гилберт Селдс писал:

Книги Берка, одновременно смелые и бессмысленные, могут вызвать уважение; опасно лишь то, что в них немного не хватает цели, не хватает социального наставления. Но именно эти недостатки, конечно же, и делают их столь привлекательными. И, можно добавить, это удивительно хорошая литература.

Более восторженные отзывы находят отражение в льстящем сравнении Милтона Броннера: «с тех времен, когда Киплинг ворвался в английскую литературу, это первый писатель, обладающий столь невероятной мощью и движущей силой». Киплинг писал в далекой Индии, когда Британская империя была на пике могущества, но, согласно последним интерпретациям, Берк достиг успеха, перенеся экзотику в Британию, тем самым помогая соотечественникам отвлечься от беспрецедентной жестокости Первой мировой войны.
Отзывы о других произведениях Берка более разнообразны, но всегда находятся под влиянием скандальных и успешных «Ночей Лаймхауса». Twinkletoes (1918), опубликованный год спустя, получил одобрение на волне успеха предыдущей книги, «Новые ночи Лаймхауса» (1921) также были восприняты положительно, хотя и критиковались за повторения. Как заметил критик Джон Гантер, «вполне вероятно, что Лондон достаточно большой, чтобы стоить девяти книг о нём от одного автора. Но этот автор должен быть значительнее, чем Томас Бёрк».. В настоящее время интерес к творчеству Берка носит случайный характер, однако он по-прежнему рассматривается как достойный представитель модернистской литературы.

## Художественные произведения
Томас Берк считал себя истинным лондонцем, как по рождению, так и по духу. Подавляющее большинство его сочинений связаны с повседневной жизнью Лондона. Рабочие районы и их обитатели стали важным элементом в работах Берка, и представители дна общества многократно выводятся им в качестве персонажей как в художественных произведениях, так и документальных эссе. Книги Берка следуют лучшим традициям таких авторов, как Джеймс Гринвуд и Джек Лондон. Берк придерживается правдивого, журналистского изображения улиц Лондона и людей. Первое признание пришло к Берку с появлением его первой книги, «Ночи в городе», в 1915 году, а «Ночи Лаймхауса», принесшие ему популярность, во многом были повторением того же материала, но только в виде художественного произведения.
Берк фактически использовал один и тот же материал для создания произведений в различных литературных жанрах: эссе — в Nights Town: A London Autobiography, художественный рассказ — в «Ночи Лаймхауса», роман — в Twinkletoes, стихотворение — в The Song Book of Quong Lee of Limehouse. Хотя большинство сочинений Бёрка касалось Лондона, точнее, Ист-Энда и района Лаймхаус, он также опубликовал несколько эклектичных и нехарактеристических произведений. В Night-Pieces (1935) и Murder at Elstree or Mr. Thurtell and His Gig Бёрк пробовал свои силы в жанре ужасов. Он также опубликовал The Beauty of England (1933) и The English Inn (1930), изображающие сельскую жизнь Англии, и The Outer Circle, серию рассказов, посвящённую лондонским пригородам. В 1901 году в журнале Spare Moments также был опубликован рассказ «Бриллианты Беллами».

### «Ночи Лаймхауса» и литературный стиль
В своих произведениях Берк сочетает несколько стилей, чтобы создать яркий портрет Лондона. В «Ночах Лаймхауса» и множестве продолжений Берк проявляется как «поставщик мелодраматических историй о похоти и убийствах лондонских низов». Но как ни парадоксально, и документальные, и художественные произведения Берка, особенно «Ночи Лаймхауса», отличаются суровостью реальности и её романтическим восприятием. В конечном счете, стиль Берка — это сочетание реализма и романтизма. Собственный опыт Берка (хотя и преувеличенный в вымышленной автобиографии) и любовь к Лондону помогают ему доверительно, интимно писать о лондонской жизни. Берк также находился под влиянием работ Томаса Де Квинси и многие его произведениях, описывающие Лаймхаус, имеют сходство в с «Исповедью англичанина, употреблявшего опиум».

## Документальные произведения
В дополнение к его автобиографической книге Nights in Town, Томас Бёрк опубликовал документальные записки о лондонском Чайна-тауне в книге Out and About. В главе Chinatown Revisited Бёрк описывает посещение Лаймхауса в 1919 году. Вместе с другом Коберном, Берк обнаруживает, что Лаймхауса, описанного в его знаменитой книге, больше не существует. Он объясняет это тем, что преступление, секс и насилие, характерные для Лаймхауса, теперь под контролем местной полиции. Больше нет того, что составляло жизнь китайского района, придуманного Берком. Как он отмечает, «гламурный позор Чайна-тауна пропал».
Поздние документальные работы Томаса Берка, по заключению Мэтта Хаулбрука из Queer London, исключительно в непрямой форме исследуют жизнь гомосексуалов Лондона. В 1922 году Берк опубликовал The London Spy: A Book of Town Travels, в которой описаны мужские гомосексуальные отношениях как существующие в пределах общественных пространств города: «только в туманных уголках застывших улиц…[гомосексуальные пары] могу найти уединение, им необходимое… Для молодых любовников…на улице более уединённо, чем дома».
В 1937 вышла книга Берка For Your Convenience: A Learned Dialogue Instructive to all Londoners and London Visitors. Согласно Хаулбруку, Берк «выносит ироничный — если не сильно завуалированный — обвинительный вердикт современным сексуальным нравам», и снова показывает общественные пространства, а не частные дома, или, в частности, туалеты, как места гомосексуальных сношений. Путём предоставления вербальной и визуальной карты Лондона с места чётким обозначенем туалетов, Бёрк «[формализует] знание мужчин об этих сексуальных возможностях» и «[кодифицирует] их знания тактики, необходимой, чтобы использование этих мест было безопасным». Берк как городской обозреватель таким образом составляет карту общественных мест лондонских гомосексуалов и отражает в историческом повествовании, в какой степени их взаимодействие с городом способствует формированию личности.

## Влияние Берка на культуру

### Влияние Берка на кинематограф
Американский кинорежиссёр Дэвид Уорк Гриффит использовал рассказ Берка «Китаец и девочка» из сборника «Ночи Лаймхауса» в качестве основы сценария немого фильма «Сломанные побеги» (1919). Для своего времени по длительности, стилю и значимости этот фильм был эквивалентом современных блокбастеров. Гриффит заплатил тысячу фунтов за права на сюжет, что являлось для того времени огромной суммой. Фильм повысил осведомленность общественности о районе Лаймхаус и лондонской нищете. В 1936 году вышел ремейк фильма. Другой фильм Гриффита, «Улица грёз» (1921), также основан на рассказах Берка «Джина из китайского квартала» и «Сигнал лампой»
Рассказы Берка экранизировались и в дальнейшем. «Собачья жизнь» (1918) Чарли Чаплина основана на «Ночах Лаймхауса». Роман Twinkletoes превратился в 1926 году в фильм с одноименным названием, в котором в главных ролях снялись Коллин Мур, Талли Маршалл, Глэдис Брокуэлл, Люсьен Литтлфилд и Уорнер Оланд. Режиссёром выступил Чарльз Брабин. В фильме Мориса Элви Curlytop (1924) использован ряд сцен из «Ночей Лаймхауса» и других рассказов Бёрка. Несколько рассказов были также использованы в качестве материала для сериала «Альфред Хичкок представляет». Криминальный фильм 1949 года No Way Back основан на рассказе Beryl and the Croucher.

### Другие адаптации
Стихотворение The Lamplit Hour из сборника «Ночи Лаймхауса» было положено на музыку американским композитором Артуром Пенном в 1919 году.
Рассказ «Руки Оттермоле» в 1949 году был признан лучшим произведением жанра всех времён. Альфред Хичкок использовал его для киноновеллы The Hands of Mr. Ottermole из сериала «Альфред Хичкок представляет».
В комиксе Алана Мура «Лига выдающихся джентльменов» появляется хозяин чайного магазина в Лаймхаусе Квонг Ли.

### Художественные произведения
| Заглавие                                                      | Издательство                            | Год издания |
| ------------------------------------------------------------- | --------------------------------------- | ----------- |
| Abduction                                                     | London: Herbert Jenkins                 | 1939        |
| The Bloomsbury Wonder                                         | London: Mandrake Press                  | 1929        |
| Broken Blossoms: a selection of stories from Limehouse Nights | London                                  | 1920        |
| Dark Nights                                                   | London: Herbert Jenkins                 | [1944]      |
| East of Mansion House                                         | London: Cassell                         | 1928        |
| East of Mansion House                                         | New York: Doran                         | 1926        |
| The Flower of Life                                            | Boston: Little, Brown                   | 1931        |
| The Flower of Life                                            | London: Constable                       | 1929        |
| The Golden Gong and Other Night-Pieces                        | Ashcroft: Ash Tree Press                | 2001        |
| Go Lovely Rose                                                | Brooklyn, N. Y.: Sesphra Library        | 1931        |
| Limehouse Nights.                                             | London: Grant Richards                  | 1917        |
| More Limehouse Nights                                         | New York: George H. Doran               | 1921        |
| Night Pieces: Eighteen Tales                                  | London: Constable                       | 1935        |
| The Pleasantries of Old Quong A Tea-Shop in Limehouse         | London: Constable Boston: Little, Brown | 1931        |
| The Sun in Splendour                                          | London: Constable                       | 1927.       |
| The Sun in Splendour                                          | New York: George H. Doran               | 1926        |
| Twinkletoes: a Tale of Limehouse                              | New York: Robert M. McBride             | 1918        |
| Whispering Windows: Tales of the Waterside                    | London: Grant Richards                  | 1921        |
| The Wind and the Rain: A Book of Confessions                  | London: Thornton Butterworth            | 1924        |
| The Wind and the Rain: A Book of Confessions                  | New York: Doran                         | 1924        |

### Документальные произведения
| Заглавие | Издательство                          | Год издания |
| --- | ------------------------------------- | ----------- |
| The Charm of England: An Anthology | London: Truslove and Hanson           | [1914]      |
| Nights in Town: A London Autobiography | London: Allen & Unwin                 | 1915        |
| Nights in London | New York: Henry Holt                  | 1916        |
| Out and About: A Notebook of London in Wartime | London: Allen & Unwin                 | 1919        |
| The London Spy: A Book of Town Travels | London: Thornton Butterworth          | 1922        |
| The Wind and the Rain: a book of confessions | London: Guernsey Press                | 1925        |
| The Book of the Inn, being two hundred pictures of the English inn from the earliest times to the coming of the railway hotel | New York: George H. Doran             |             |
| The Book of the Inn, being two hundred pictures of the English inn from the earliest times to the coming of the railway hotel | London: Constable                     | 1927        |
| Essays of Today and Yesterday | London: George Harrap                 | 1928        |
| The Ecstasies of Thomas De Quincey | London                                | 1929        |
| The English Inn | London/New York: Longmans, Green      | 1930        |
| The Real East End | London: Constable                     | 1932        |
| The Beauty of England | London: Harrap                        | 1933        |
| London In My Time | London: Rich & Cowan                  | 1934        |
| Will someone lead me to a pub?: Being a Note upon certain of the Taverns, old and new, of London; Presenting something of their Story, their Company, and their Quiddity. Which may entertain Those at Home, and may cause a Spasm of Nostalgia in the Breasts of Englishmen in the Dominions, the Dependencies, and the lonely Out-posts of our Far-Flung etc., where To-day, as in Kipling’s Day, Men sit Swapping Lies about the Purple East, and when they tire of that, talk in the sour-sweet Accents of the Exile, of their Favourite London Bars | London: George Routledge              | 1936        |
| Murder at Elstree; or, Mr. Thurtell and his gig | London/New York: Longmans, Green      | 1936        |
| Dinner is served! or, Eating round the world in London, being a brief glance, for the benefit of visitors, at the many ways and means of dining in London; from the fashionable restaurants of great reputation, through the various grill rooms, and the assorted nationalities of Soho, to the old chop houses and the more dainty snack bars. With some observations on the gastronomical customs of past and present; brief sketches of each kind of restaurant; and a note of any special dishes peculiar to this or that restaurant.               | London: G. Routledge                  | 1937        |
| Introducing Britain | London                                | 1938        |
| Living in Bloomsbury | London: G. Allen & Unwin              | 1939        |
| The Streets of London through the centuries | New York: Scribner’s/London: Batsford | 1940        |
| English Night-Life; from Norman curfew to present black-out | London: Batsford                      | 1941        |
| Travel in England: from pilgrim and pack-horse to light car and plane | London: Batsford                      | 1942        |
| English Inns | London: Collins                       | 1943        |
| Voices on the Green | London: Michael Joseph                | 1945        |
| The English Townsman as he was and as he is | London: Batsford                      | 1946        |
| Son of London | London: Herbert Jenkins               | 1946        |

### Поэзия
| Verses                                                                   |                          | 1910                 |  |                |      |
| The Small People: A Little Book of Verse About Children for Their Elders | London: Chapman and Hall | Шаблон:~1910ок. 1910 |  |                |      |
| Children in Verse: Fifty Songs of Playful Childhood                      | London: Duckworth        | 1913                 |  |                |      |
| Kiddie Land                                                              | London: Dean and Son     | ок. 1913             |  |                |      |
| London Lamps: A Book of Songs                                            |                          | 1919                 |  |                |      |
| The Song Book of Quong Lee of Limehouse                                  | London: Allen & Unwin    | 1920                 |  | New York: Holt | 1920 |

### Прочее
| Заглавие                                                                  | Издательство | Год издания |
| ------------------------------------------------------------------------- | ------------ | ----------- |
| Jack McLaren, My Odyssey. With a preface by Thomas Burke. 2nd ed. revised | London       | 1928        |